# Смыр, Гиви Шалвович
Гиви Шалвович (Шамелович) Смыр (9 мая 1945, Новый Афон, Абхазская АССР — 18 ноября 2016, Новый Афон) — первооткрыватель новоафонской пещеры, абхазский художник, скульптор.

## Биография
Родился 9 мая 1945 года в поселке Новый Афон Абхазской АССР в составе Грузинской ССР. В 1961 году Гиви Смыр обнаружил вход в пещеру под склоном Иверской горы. На правах первооткрывателя вошел в состав группы спелеологов, открывших на глубине 135 м первый зал Новоафонской пещеры. С 2004 года до своей смерти Гиви Смыр был директором пещеры.
В 1992—1993 участвовал в Войне в Абхазии, был начальником штаба 1-го батальона Гумистинского оборонительного рубежа, позже командовал Четвертым мотострелковым батальоном. Удостоен высших военных и государственных наград Абхазии — ордена Леона и «Ахьдз-Апша» II степени.
Гиви Смыр — художник-самоучка, скульптор. Основными темами работ художника всегда являлись мифология, любовь к природе и Родине. Его картины повествуют о древнем мире, его символах, о легендах и мифах. Особое место в его живописных полотнах занимают таинственные женские образы. Свои картины писал маслом, акрилом, углем на холсте, картоне, фанере. Гиви Смыр никогда не подписывал свои работы.
Скульптуры также представляют мифических персонажей абхазской культуры из дерева, камня. Персональные выставки художника проходили в Москве, Сухуме, Гудауте, Нальчике. Часть скульптур находятся в культурном центре Гиви Смыра, представляющем собой площадку под открытым небом на территории бывшего мельничного корпуса в северной части Нового Афона.
Гиви Смыр при поддержке администрации Нового Афона проводил реставрационные работы на достопримечательностях Анакопийской (Иверской) горы, Новоафонского водопада и тропе к гроту Симона Кананита.
Умер 18 ноября 2016 года в Новом Афоне.